# Æggekast
Æggekast kendes i varierende udgaver som en leg, der kan høre påsken til, men ikke nødvendigvis. Ordet kan også bruges om et demonstrativt angreb.
Man kaster med almindelige, rå hønseæg, der skal gribes, uden at de går i stykker. Det par, der kaster deres æg mellem sig flest gange i hel stand, har vundet. Man kan også give ét point for hvert æg, der klarer kastet uden at gå i stykker.. Skikken kendes også på de nordfrisiske øer i Sydslesvig. På Før og Amrum indledes kastet med ordene Eike Poleike, kom sikkert ned igen (på amrum-frisisk: ..kem hial weder deel, på før-frisisk: ..kom hial weder deel). På Sild kendes Æggekast som Aier smiten.
I en af varianterne drejer det sig om længdekast, og ægget opfanges i et lagen.
Ordet »æggekast« eller æggekastning anvendes også om at kaste æg (evt. rådne) efter personer eller andet mål som en holdningsmæssig demonstration. Der er også forekommet æggekast mod studenter ved deres studenterkørsel.